# Federico Callori di Vignale
Federico Callori di Vignale (Vignale Monferrato, 15 dicembre 1890 – Città del Vaticano, 10 agosto 1971) è stato un cardinale italiano.

## Biografia
Nacque a Vignale Monferrato il 15 dicembre 1890 da una famiglia che era insignita di titoli nobiliari, settimo dei dieci figli del conte Ranieri Massimiliano Callori di Vignale e della contessa Emanuela Beccaria Incisa.
Studiò presso la Pontificia Università Gregoriana di Roma.
Ordinato presbitero il 16 dicembre 1917, svolse lavoro pastorale a Roma fino al 1958 compiendo contemporaneamente una "carriera" di curia presso la Santa Sede per divenire prelato domestico di Sua Santità, pro-maestro di camera dal 20 dicembre 1950 ed infine maggiordomo papale dal 29 ottobre 1958.
Il 5 febbraio 1965 fu nominato arcivescovo titolare di Maiuca. Ricevette la consacrazione episcopale dal cardinale Eugenio Tisserant, co-consacranti gli arcivescovi Diego Venini e Pericle Felici.
Papa Paolo VI lo nominò poi cardinale diacono nel concistoro del 22 febbraio 1965 concedendogli il titolo di San Giovanni Bosco in via Tuscolana.
Dal 31 marzo 1971 fino alla sua morte fu cardinale protodiacono.
Morì il 10 agosto 1971 all'età di 80 anni.
È sepolto nel suo paese natale.

## Genealogia episcopale
La genealogia episcopale è:
- Cardinale Scipione Rebiba
- Cardinale Giulio Antonio Santori
- Cardinale Girolamo Bernerio, O.P.
- Arcivescovo Galeazzo Sanvitale
- Cardinale Ludovico Ludovisi
- Cardinale Luigi Caetani
- Cardinale Ulderico Carpegna
- Cardinale Paluzzo Paluzzi Altieri degli Albertoni
- Papa Benedetto XIII
- Papa Benedetto XIV
- Papa Clemente XIII
- Cardinale Marcantonio Colonna
- Cardinale Giacinto Sigismondo Gerdil, B.
- Cardinale Giulio Maria della Somaglia
- Cardinale Carlo Odescalchi, S.I.
- Cardinale Costantino Patrizi Naro
- Cardinale Lucido Maria Parocchi
- Papa Pio X
- Papa Benedetto XV
- Papa Pio XII
- Cardinale Eugène Tisserant
- Cardinale Federico Callori di Vignale